# Stefan Reuter
Stefan Reuter (* 16. Oktober 1966 in Dinkelsbühl) ist ein ehemaliger deutscher Fußballer und heutiger Fußballfunktionär.
Von Dezember 2012 bis September 2023 war er Manager des FC Augsburg. In seiner aktiven Karriere hat er die wichtigsten nationalen und internationalen Titel gewonnen, er war Weltmeister, Europameister, Champions-League-Sieger und fünffacher Deutscher Meister.

## Karriere als Spieler

### Vereine
Reuter spielte in seiner Jugend beim TSV 1860 Dinkelsbühl aus Mittelfranken, bevor er – mit noch nicht ganz 16 Jahren – vom Zweitligisten 1. FC Nürnberg verpflichtet wurde. Dort entwickelte er sich zum Jugendnationalspieler weiter (s. u.). Zehn Tage vor seinem 18. Geburtstag debütierte er in der 2. Bundesliga (9. Spieltag) beim 3:2-Sieg im Auswärtsspiel gegen Kickers Offenbach, stieg am Saisonende mit dem „Club“ in die Bundesliga auf und blieb dort bis 1987/88. Außer den 125 Punktspielen bestritt er drei Spiele im DFB-Pokal und erzielte zwei Tore.
Es folgten drei Spielzeiten beim Ligakonkurrenten FC Bayern München, für den Reuter 95 Liga- (4 Tore), 10 UEFA-Pokal- (1 Tor) und 12 Landesmeisterpokal-Spiele (3 Tore) absolvierte und drei Titel gewann. Nach nur einer Saison in Italien beim Erstligisten Juventus Turin kehrte Reuter nach Deutschland zurück und blieb bis zu seinem Karriere-Ende 2003/04 beim Bundesligisten Borussia Dortmund. Mit den Dortmundern gewann er in 12 Spielzeiten acht Titel, unter anderen den Champions League Titel 1997. Außerdem erreichte er mit dem BVB 1993 und 2002 zweimal das Finale des UEFA-Pokals.

### Nationalmannschaft
Als Jugendnationalspieler nahm Reuter an der vom 3. bis 5. Mai 1984 in Deutschland ausgetragenen Endrunde des 2. UEFA-Wettbewerb „U-16“ teil, nachdem die Mannschaft sich als Gruppensieger in der Qualifikation und im Viertelfinale gegen die Niederlande durchsetzte. Das Halbfinale in Heilbronn endete mit einem 5:1-Sieg über Jugoslawien, im anschließenden Finale am 5. Mai in Ulm sicherte er sich (als Einwechselspieler) mit der Mannschaft durch einen 2:0-Sieg über die Sowjetunion den Titel des U-16-Europameisters.
Für die U-18-Nationalmannschaft spielte er ebenso (siebenmal in Folge nach seinem Debüt am 14. Januar 1985 in Leningrad – im Rahmen des Granatkin-Gedächtnisturniers – beim 5:1-Sieg über Polen), wie auch für die U-21-Nationalmannschaft, für die er am 24. September 1985 in Eskilstuna bei der 1:2-Niederlage gegen Schweden debütierte und im Verlauf auch zwei Tore erzielte. Des Weiteren nahm er 1987 mit der Bundeswehr-Nationalmannschaft an der Militär-Weltmeisterschaft in Italien teil und belegte den zweiten Rang.
Am 18. April 1987 spielte Reuter erstmals für die A-Nationalmannschaft. Beim 0:0-Unentschieden gegen Italien in Köln begann sein erster von 69 Einsätzen mit der Einwechslung für Wolfgang Rolff in der 63. Minute. Sein erstes von zwei Länderspieltoren erzielte er am 12. Dezember 1987 in Brasília gegen Brasilien in der 90. Minute zum 1:1-Unentschieden. Reuter nahm sowohl an der Weltmeisterschaft 1990 und 1998, als auch an der Europameisterschaft 1992 und 1996 teil. Sein letztes Spiel war das am 15. Juni 1998 in Paris ausgetragene erste Vorrundenspiel gegen die USA, das mit 2:0 gewonnen wurde.
Als Mitglied der Fußballweltmeisterschaftsmannschaft von 1990 erhielt er das Silberne Lorbeerblatt.

## Karriere als Manager
Vom 1. Juli 2004 bis zum 3. Januar 2005 arbeitete Reuter als Assistent der Unternehmensführung von Borussia Dortmund im Aufgabenbereich Sponsoring. Am 23. Januar 2006 trat er sein Amt als Geschäftsführer des TSV 1860 München mit dem Aufgabenbereich Sport an. Nach der fristlosen Kündigung seines für die Finanzen zuständigen Kollegen Stefan Ziffzer war Reuter ab dem 13. Mai 2008 für drei Monate alleiniger Geschäftsführer, bis am 13. August 2008 Markus Kern zum weiteren Geschäftsführer bestellt wurde. Am 2. Februar 2009 wurde Miroslav Stević als neuer Sportdirektor beim TSV 1860 vorgestellt. Einen Tag später lehnte Reuter ein Angebot, mit eingeschränkten Kompetenzen weiter in der Geschäftsführung zu arbeiten, als nicht annehmbar ab und wurde daraufhin mit sofortiger Wirkung beurlaubt. Sein Vertrag lief zum 30. Juni 2009 aus.
Am 27. Dezember 2012 stellte ihn der FC Augsburg als Nachfolger von Jürgen Rollmann als neuen Geschäftsführer Sport vor. Unter Reuters Amtszeit etablierte sich der FC Augsburg in der Fußball-Bundesliga und erreichte in der Saison 2014/15 erstmals in der Vereinsgeschichte die Qualifikation zur Europa League. Am 12. September 2023 beendete Reuter seine Tätigkeit als Manager des FC Augsburg und wechselte innerhalb des Klubs in eine beratende Funktion. Seine Aufgaben im Verein übernahm Marinko Jurendić, der zuvor als neuer Sportdirektor verpflichtet wurde.

## Erfolge
Vereinsmannschaften
- UEFA-Champions-League-Sieger: 1997
- Weltpokal-Sieger: 1997
- UEFA-Pokal-Finalist: 1993, 2002
- Deutscher Meister: 1989, 1990, 1995, 1996, 2002
- Deutscher Supercup-Sieger: 1990, 1995, 1996
- Deutscher-Hallen-Pokal-Sieger: 1999

Nationalmannschaft
- Weltmeister: 1990
- Europameister: 1996
- Vizeeuropameister: 1992
- U-16-Europameister: 1984
- Vizemilitärweltmeister: 1987

Auszeichnungen
- Tor des Monats: März 1991[6]
- Abwehr-Legende des Jahrhunderts in einer Internetabstimmung auf fcn.de[7]
- Mannschaft des Jahres: 1995 (als Mitglied von Borussia Dortmund)
- Welt-Mannschaft des Jahres (AIPS): 1997 (als Mitglied von Borussia Dortmund)

## Bemerkenswertes
In seiner Jugend war Reuter auch erfolgreicher Leichtathlet. Er gewann Bezirksmeisterschaften im Weitsprung und war bayerischer Meister im Crosslauf. Diese leichtathletische Grundausbildung bewahrte er sich auch als Spieler. Sein dynamischer Antritt brachte ihm den Spitznamen Turbo ein.
Stefan Reuter gehört dem Kuratorium der Stiftung Jugendfußball an. Die Stiftung Jugendfußball wurde im Jahr 2000 von Reuter, Jürgen Klinsmann sowie weiteren damals erfolgreichen deutschen A-Nationalspielern und den Dozenten des Fußball-Lehrer-Sonderlehrgangs gegründet. Stefan Reuter war der letzte im deutschen Profifußball aktive Weltmeister von 1990.